# Xueyantuo
Les Xueyantuo (chinois simplifié : 薛延陀 ; chinois traditionnel : 偰輦陀 ; pinyin : xuēyántuó), également Seyanto, Se-yanto, Se-Yanto ou Syr-Tardush sont un ancien peuple turc de la confédération Tiele et aussi un ancien khanat turc du centre/nord de l'Asie. Après avoir été à un moment les vassaux des Gokturks, ils s'allient avec la Chine de la Dynastie Tang contre leurs anciens maîtres. Le berceau des Xueyantos se situe près de la rivière Selenga/Xueyanhe (薛延河江 / 偰輦河江, xuēyán héjiāng), de sorte que le nom exact de leur tribu est Seyanto/Xueyantuo (薛延陀). Les idéogrammes chinois utilisés pour les désigner ont subi des changements considérables au fil des dynasties, de sorte que cette tribu est également connue sous les noms de Xueyantuo, Xueyanhe, Xienianhe, Seyanto, Selenga, Selyanha, etc.

## Histoire
Initialement, les Xue et les Yantuo sont deux tribus distinctes. Lorsque les Chinois les rencontrent pour la première fois, ils nomment les Xue Xinli, mais les contacts entre les deux peuples sont très vite suspendus et ne reprennent qu'au 7e siècle, date à laquelle le terme Xue est utilisé,. Après Yishibo, les Xueyantuo fondent un Khaganat à la durée de vie très brève. Il est créé par Zhenzhu Khan, auquel succède son fils Duomi Khan et son neveu Yitewushi Khan, ce dernier finissant par se soumettre aux Chinois.
Le 27 mars 630, les Xueyantuo, alliés avec les Chinois, vainquent le Khaganat des Turcs Orientaux, dans les monts Yin. Illig Qaghan, Le Khan des Turcs, s'échappe, mais il finit par être livré aux Chinois par un de ses hommes le 2 mai,.
Après la défaite finale des Turcs Orientaux, les Xueyantuo deviennent les maîtres de facto, du territoire des vaincus et entament une relation ambiguë avec leurs alliés chinois, étant à la fois soumis aux Tang et en guerre avec eux.
En 632, les Xueyantuo repoussent une armée de Si Yabgu Qaghan, du Khaganat des Turcs Occidentaux, puis assujettissent les Qarluq, qui vivent près des rivières Ulungur et Irtych, ainsi que les tribus kirghizes de la Ienisseï. En 634, l'un de leurs rivaux, Dubu Qaghan (Ashina Shier), le fils de Chuluo Khan, qui régnait sur la partie est du Khaganat des Turcs Occidentaux, est éliminé avant de réussir à s'enfuir vers la Chine.
Après cela, ils gardent des relations amicales avec les Chinois jusqu'à 639, date à laquelle Ashina Jiesheshuai (zh) (阿史那结社率), un membre de la famille royale de l'ancien Kaghanat des Turcs Orientaux, tente d'attaquer le palais impérial car l'empereur avait violemment critiqué sa conduite. Pour lancer ce raid, Jiesheshuai s'est allié avec son neveu Ashina Heluohu (阿史那贺逻鹘), qu'il a choisi pour être le chef du raid. L'attaque a lieu le 19 mai et se conclut par un échec suivi par l'exécution de plus de 40 rebelles. Heluohu est épargné et expulsé vers l'extrême sud,.
Après cet incident, la manière de gérer les Turcs Orientaux par la Chine est modifiée et un nouvel arrangement est trouvé le 13 août. La décision est alors prise d'expulser tous les Goktürks au nord des Ordos, afin de tenter de recréer le Khaganat, les Chinois espérant ainsi contrôler la région au travers d'un État vassal, tout en instaurant une zone tampon entre eux et les Xueyanto. En effet, à cette date, les deux peuples se sont lancés dans une compétition pour le contrôle des territoires situés plus à l'ouest.
Parmi les Göktürk nobles, c'est Ashina Simo qui est choisi pour devenir le nouveau qaghan, sous le titre de Qilibi Khan. La capitale du nouveau Khan se situe sur la frontière entre le nouveau Khaganat et la Chine. Cette tentative échoue, car Simo se révèle incapable de rassembler son peuple, plusieurs des membres de sa tribu préférant s'enfuir vers le sud en 644 après une série d'incursions des Xueyantuo, aidés par les Chinois, qui se concluent par des échecs. Ces échecs et le jeu diplomatique trouble des Chinois rompt toute forme de confiance entre ces derniers et leurs alliés de la confédération Tiele. La crise s'aggrave l'année suivante, quand un coup d'état a eu lieu au sein du clan des Xueyanto.
Tout ceci débouche sur un conflit ouvert entre la Chine des Tang et les Xueyanto, qui s’achève le 1er août 646, lorsque ces derniers sont vaincus par une alliance Sino-Ouïghours (Huihu, 回纥). dirigée par le général Li Daozong, le Prince de Jiangxia. Lors des combats, Bazhuo, le Duomi Khan, des Xueyantuo, est tué par les Ouïghours. Duomozhi, alias Yitewushi Khan, le dernier Khan des Xueyantuo, se rend. Ce qu'il reste de leurs forces est détruit deux ans plus tard, le 15 septembre,.
Vers la fin de la dynastie Tang, un groupe de Xueyantuo survivants, connus sous le nom de peuple Shatuo, commence à jouer un rôle très important dans la politique chinoise. Par la suite, les dirigeants du royaume de Jin (907–923), des Tang postérieurs, des Jin postérieurs, des Han postérieurs et des Han du Nord, des États de la Période des Cinq Dynasties et des Dix Royaumes, seront tous des Shatuo.

## Les Khans des Xueyantuo
- Yishibo (乙失缽), Yiedie Khagan (zh) (也咥可汗) (?-628?)
- Yi nan (夷男), Zhenzhupiqie Khagan (真珠毗伽可汗) ou, en version courte, Zhenzhu Khagan (zh) (真珠可汗) (628-645)
- Bazhuo (拔灼), Jialijulishixueshaduomi Khagan (頡利俱力失薛沙多彌可汗) ou, en version courte,  Duomi Khagan (zh) (多弥可汗 / 多彌可汗) (645-646)
- Duomozhi (咄摩支), Yitewushi Khagan (zh) (伊特勿失可汗) (646)

## Nom de famille des Khans
Le nom de famille des Khans des Xueyantuo est incertain, bien que l'historien chinois moderne Bo Yang leur donne comme nom de famille "Yishi" dans son édition du Zizhi Tongjian, qui est connue comme étant la Bo Yang Édition,  mais sans citer la ou les sources d'où il tire cette information. Il est possible que Bo ait été influencée par le Tongdian, une encyclopédie chinoise qui se réfère aux Xueyantuo en utilisant le nom de famille Yilitu (壹利吐, Yiliduo 一利咄 comme dans Cefu Yuangui et Yilidie 壹利咥 comme dans le Nouveau Livre des Tang).
Selon Cen Zhongmian, les noms précédemment mentionnés sont liés à une variante d'elteris. Duan Lianqin, lui, affirme que le nom Yishibo (Yiedie Khan) peut également être lu Yedie (也咥). Dans son édition originale, le Zizhi Tongjian, fait référence à un général d’origine Xueyantuo nommé Duomo, peut-être celui qui a porté le titre de Yitewushi Khan après être devenu un général des Tang, en utilisant le nom de famille Xue. Ceci étant, le Tongjian est contredit par le Tang Huiyao qui indique que Duomo n'est pas Yitewushi Khan et que ce dernier est mort pendant le règne de l'Empereur Taizong.
Le Tang Huiyao affirme également que les dirigeants de Xueyantuo revendiquent qu'au début le nom de leur tribu était Xue (薛 / 偰), et qu'il a été changé en Xueyantuo après les Xue aient vaincu et absorbé la tribu des Yantuo.